# قرار مجلس الأمن التابع للأمم المتحدة رقم 933
قرار مجلس الأمن التابع للأمم المتحدة رقم 933، المتخذ بالإجماع في 30 حزيران / يونيو 1994، بعد التذكير بالقرارات 841 (1993)، 861 (1993)، 862 (1993)، 867 (1993)، 873 (1993)، 875 (1993)، 905 (1994) و917 (1994)، أشار المجلس إلى تدهور الوضع في هايتي ومدد ولاية بعثة الأمم المتحدة في هايتي حتى 31 يوليو 1994.
وأعرب المجلس عن قلقه العميق من استمرار عرقلة انتشار بعثة الأمم المتحدة في هايتي وإخفاق الجيش الهايتي في الاضطلاع بمسؤولياته للسماح له بالعمل. ولوحظ أن منظمة الدول الأمريكية قد اتخذت قراراً يطلب تعزيز ولاية بعثة الأمم المتحدة في هايتي. كان من المهم أن يتم نشر البعثة في أقرب وقت ممكن.
وأدين التصعيد الأخير للعنف وانتهاكات القانون الإنساني الدولي وتعيين ما يسمى بحكومة الأمر الواقع الثالثة. وأُعرب عن القلق إزاء تدهور الحالة الإنسانية في هايتي وحث المجتمع الدولي على المساعدة في هذا الصدد.
وأعرب المجلس عن أسفه لرفض السلطات العسكرية الهايتية تنفيذ اتفاق جزيرة غفرنرز للسلام. طلب من الأمين العام بطرس بطرس غالي تقديم تقرير إلى مجلس الأمن بحلول 15 يوليو / تموز يتضمن توصيات بشأن قوة البعثة وتكوينها وتكلفتها ومدتها، مع تفصيل المساعدة التي يمكن أن تقدمها البعثة للمساعدة في استعادة الحكومة الديمقراطية هايتي والقضايا المتعلقة بالأمن وإنفاذ القانون والانتخابات.
طُلب من الدول الأعضاء توفير القوات والشرطة والأفراد والمعدات والدعم اللوجستي. وسيظل الوضع في هايتي قيد الاستعراض وسيُنظر في أي توصيات في ضوء التطورات الجديدة.

## روابط خارجية
- نص القرار في undocs.org